# ジョージ・クラウゼン
ジョージ・クラウゼン（Sir George Clausen RA、1852年4月18日 - 1944年11月22日）はイギリスの画家（油彩、水彩）、版画家である。

## 略歴
ロンドンに生まれた。父親はデンマーク人を先祖に持つ装飾画家である。1867年から1873年の間、ロンドンの美術学校、サウス・ケンジントン学校で学び、才能を認められた。風俗画家のエドウィン・ロング(Edwin Long)のスタジオで働いた後、1870年代の終わりに、パリのアカデミー・ジュリアンに入学しブグローやトニ・ロベール＝フルーリーに学んだ。
1880年にロンドンに戻った。1880年のロンドンの展覧会に出展されたフランスの自然主義の画家、ジュール・バスティアン＝ルパージュ(Jules Bastien-Lepage:1848–1884)の作品を見て信奉者となった。結婚して1881年から住むようになったハートフォードシャーの田園で、ルパージュの描いた様なモチーフを求めた。1890年代になると、印象派に影響を受けた独自のスタイルを持つようになった。
1896年にロイヤル・カレッジ・オブ・アートの会員となり、アカデミーの展覧会に出展し、1904年から1913年の間は教師も務めた。第一次世界大戦では、公式の「戦争画家」に選ばれた。戦争で娘の婚約者が戦死したことを受けて十字架と、うずくまる女性を描いた作品、「Youth Mourning」を描いた。
1927年にナイトの称号を受けた。92歳でロンドンで没した。

## 作品

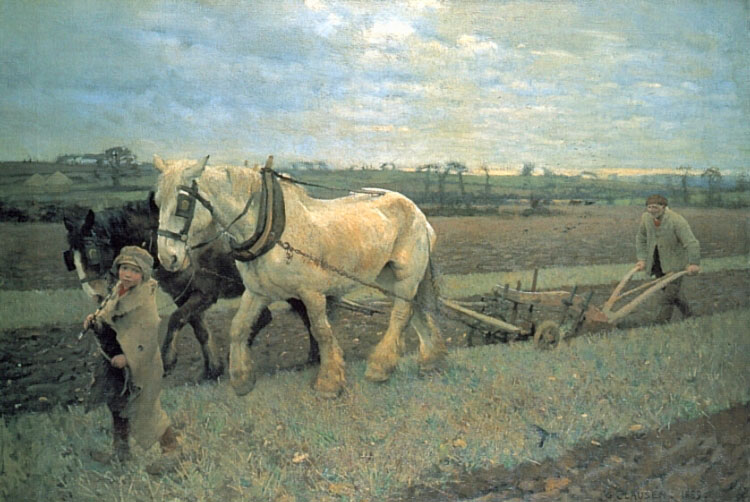
「畑を耕す馬」(1889)
「兵器工場」(1918)
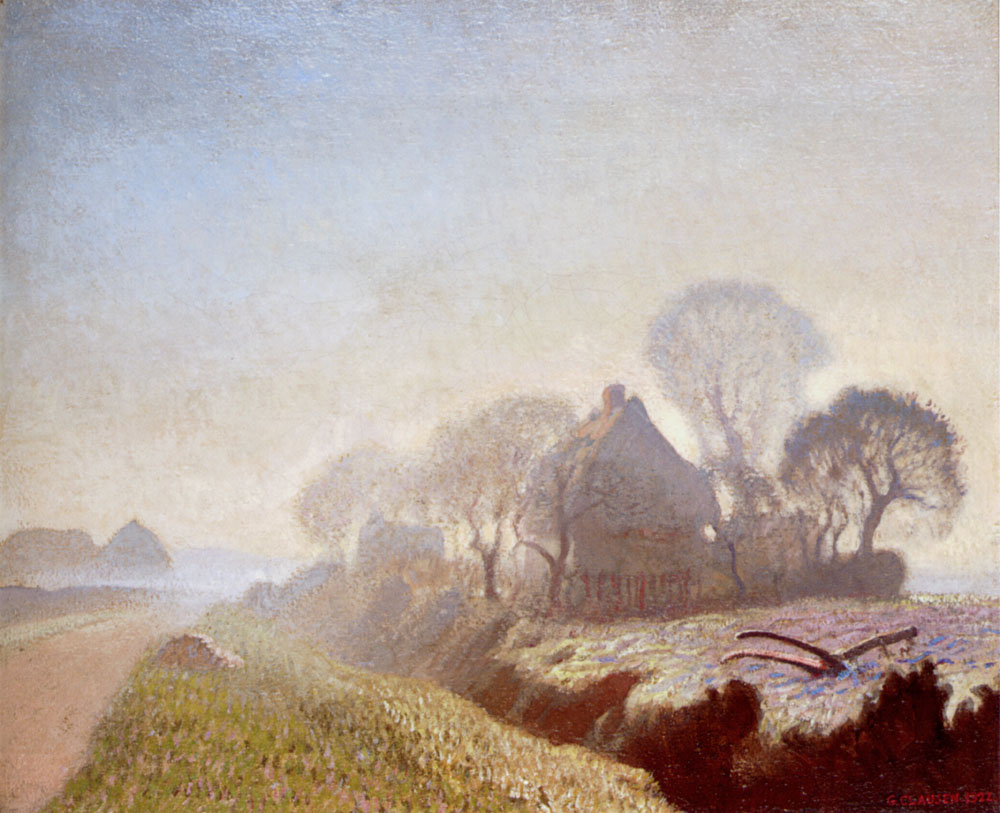
「11月の朝」(1922)

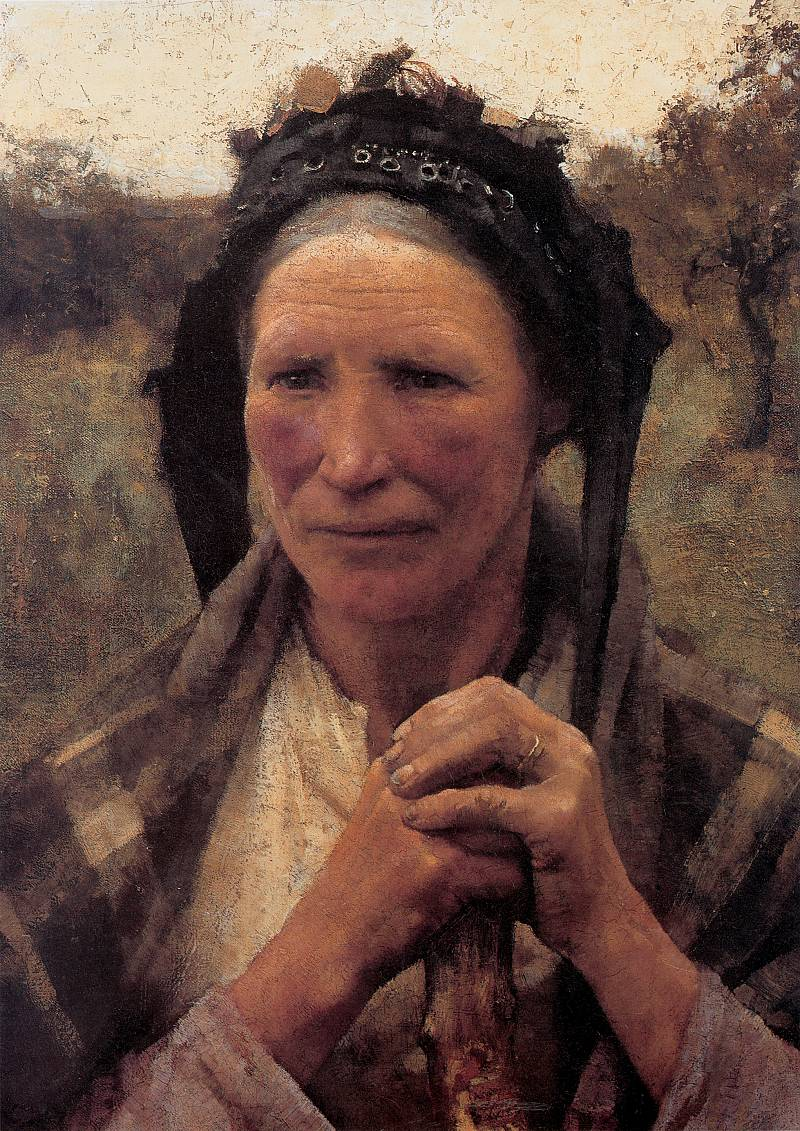
「農民」(1882)
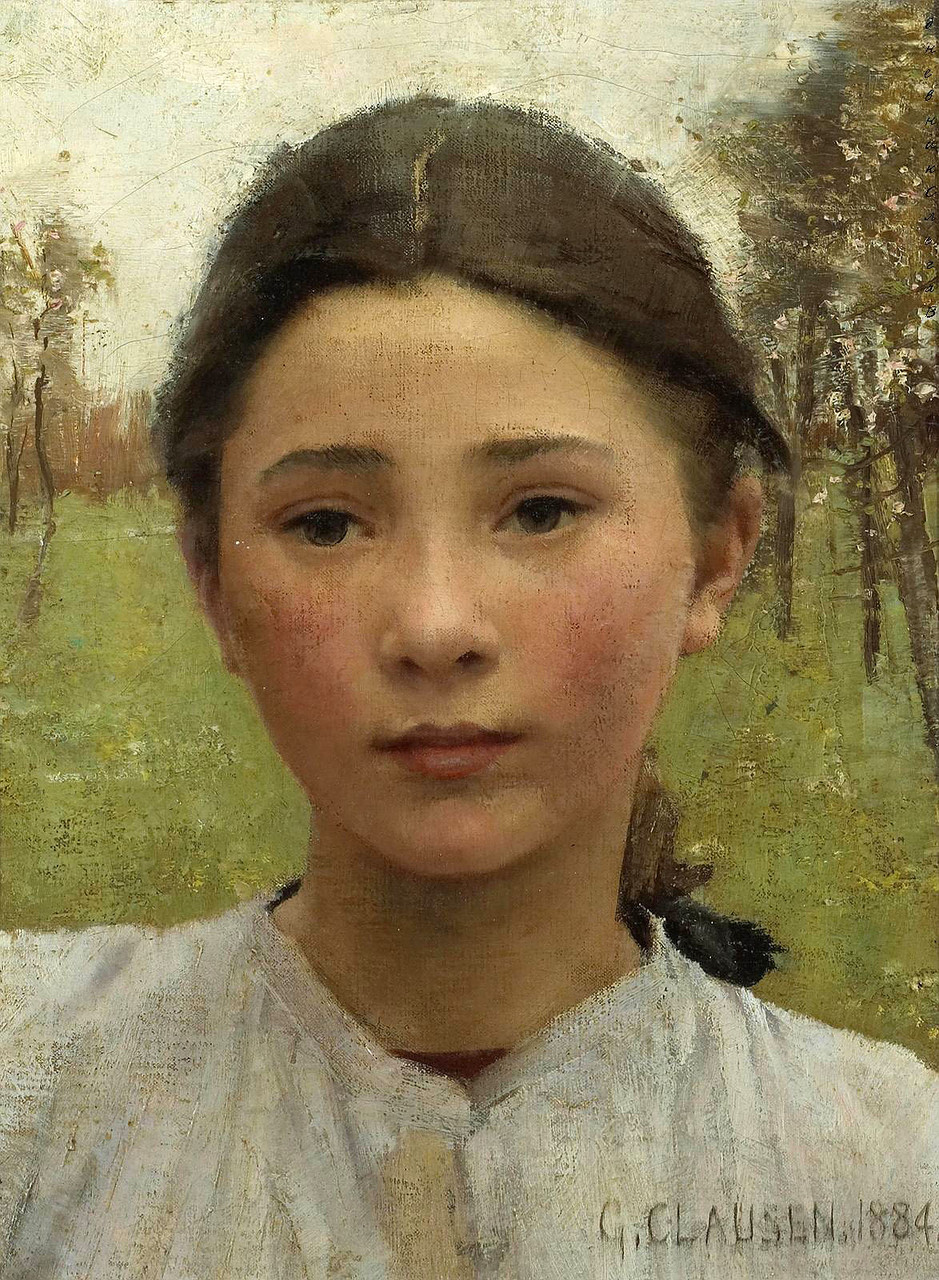
「少女」(1884)
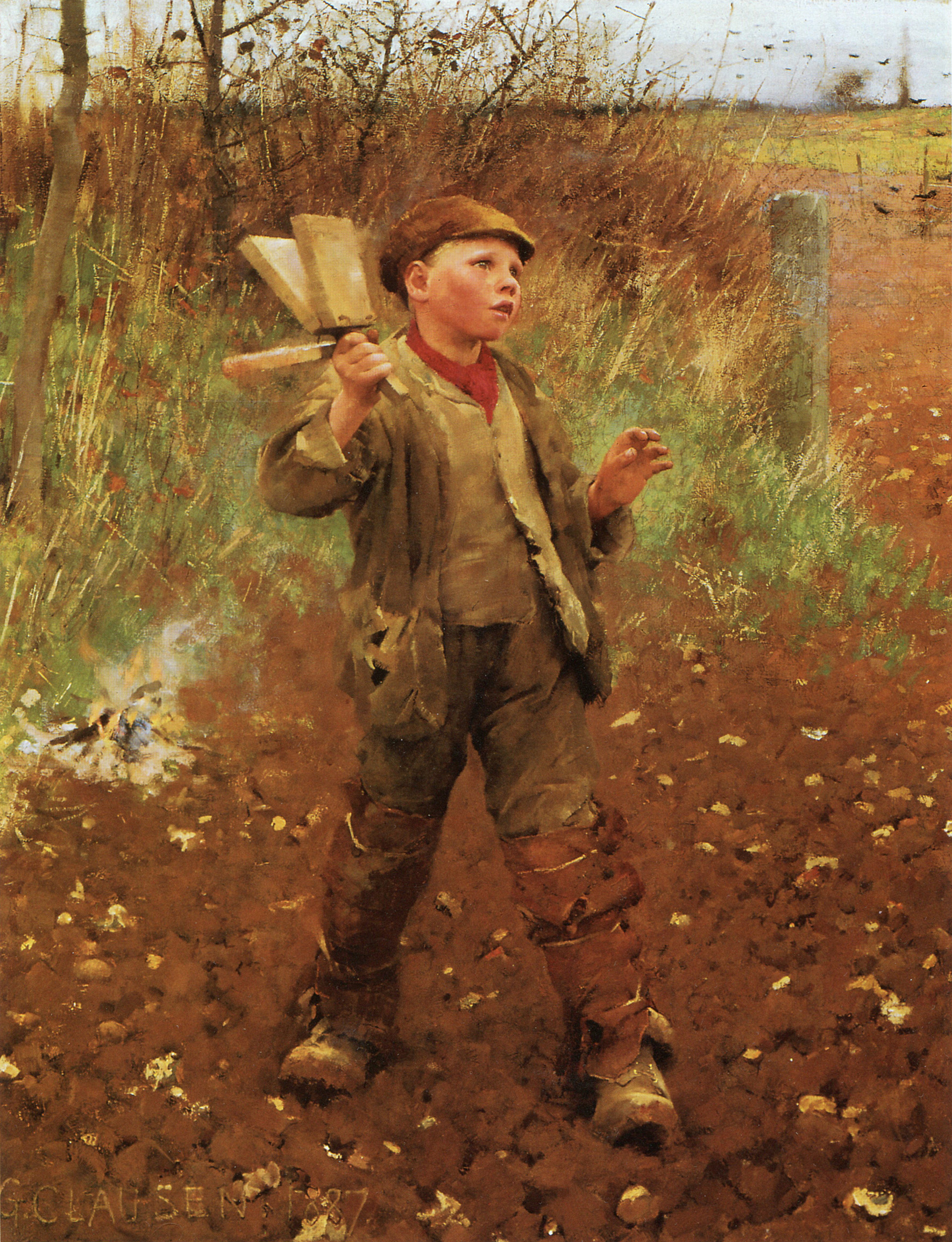
「鳥脅し」(1887)
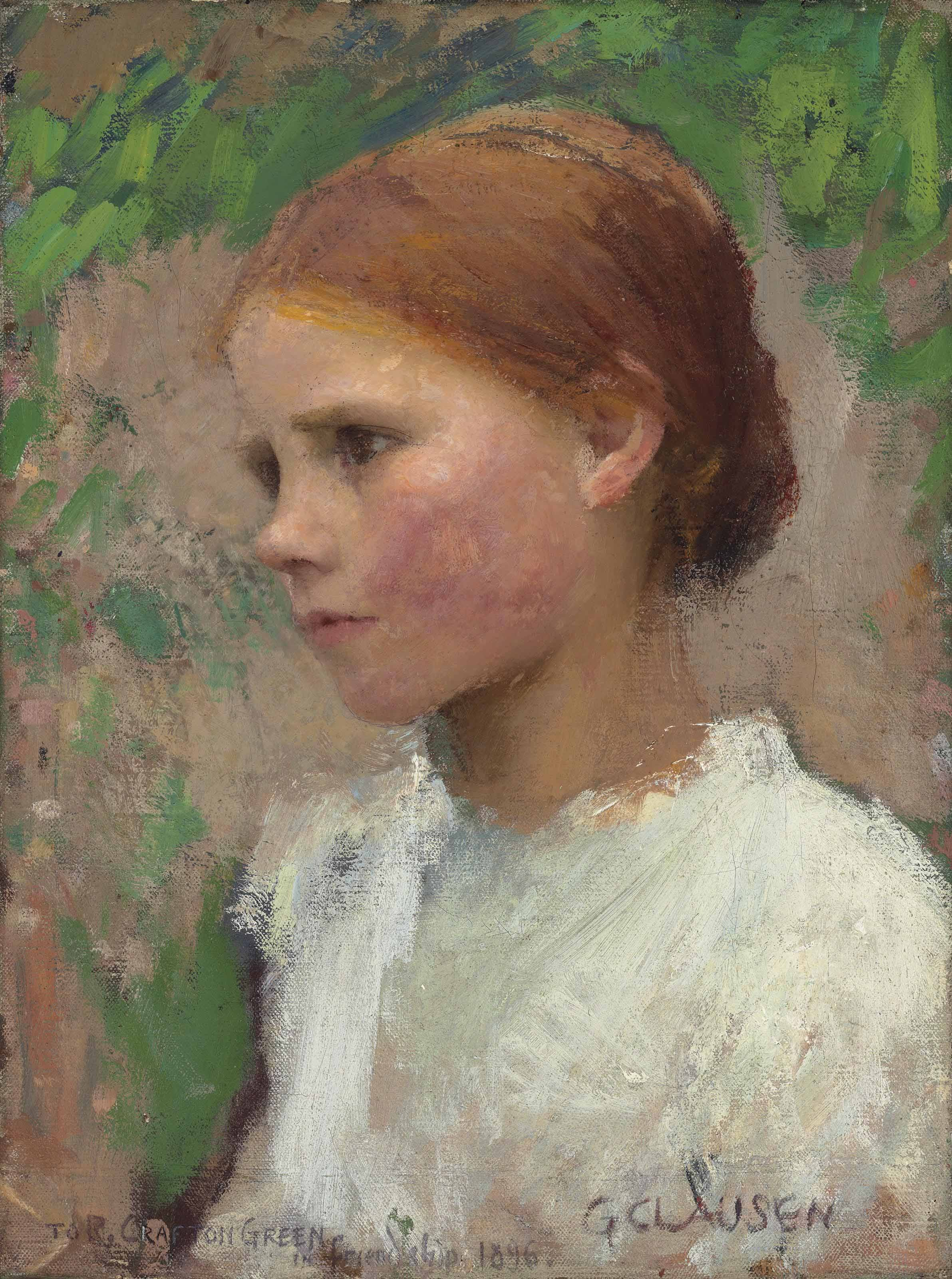
「少女」(1896)
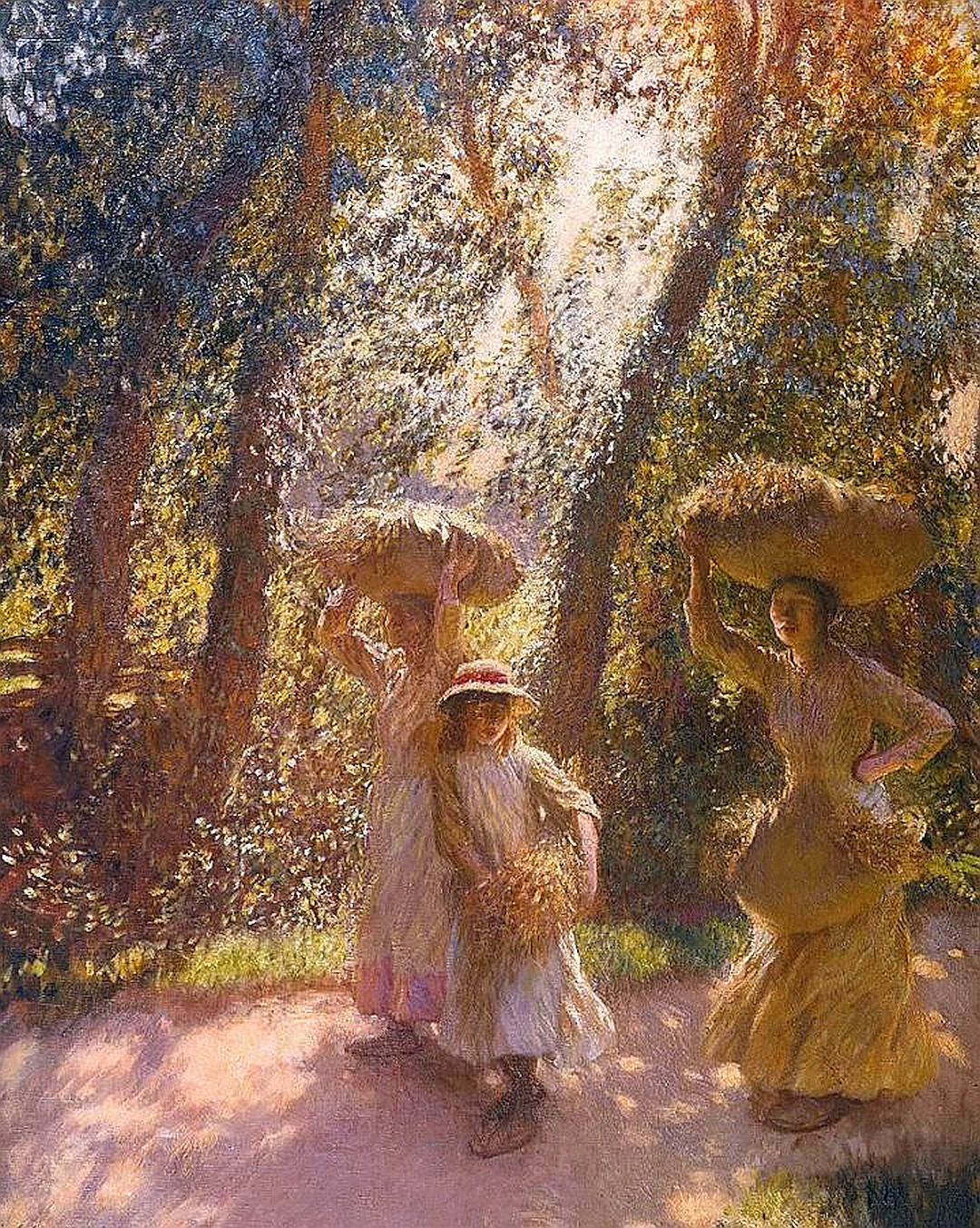
「花摘みの帰還」1908
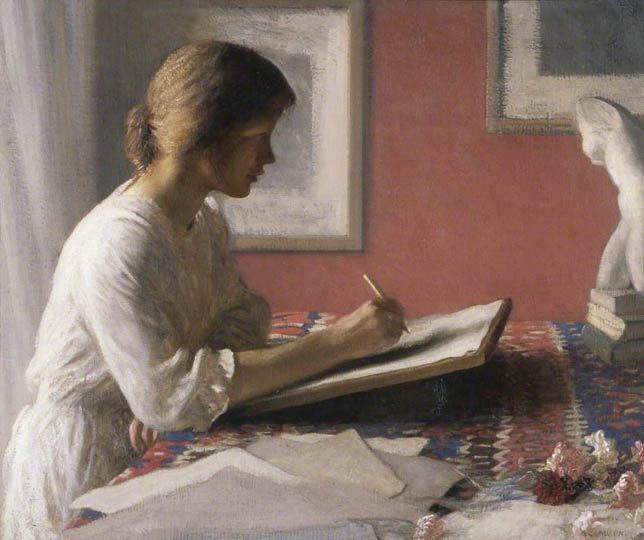
(1908)
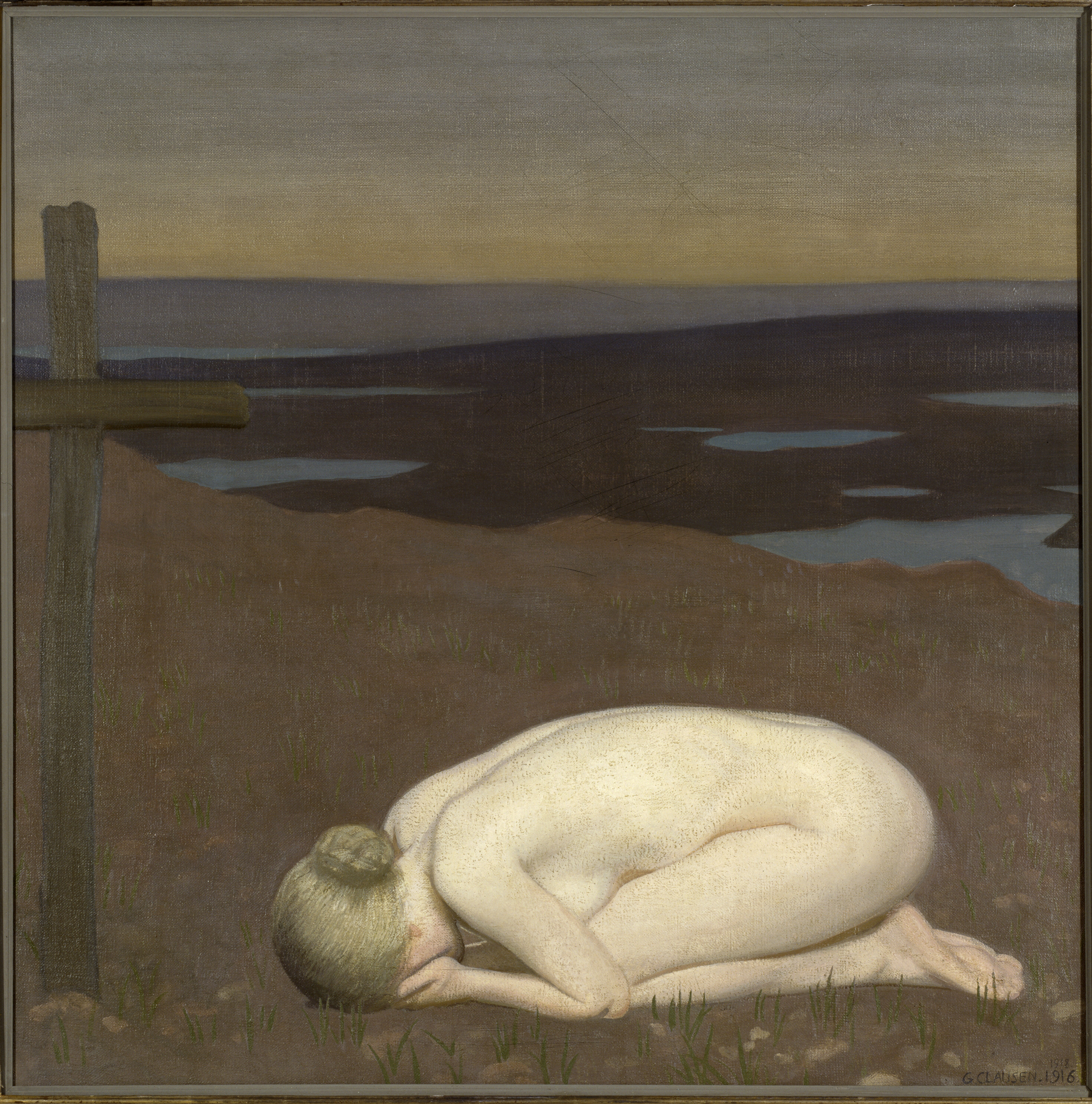
「Youth Mourning」（1916)
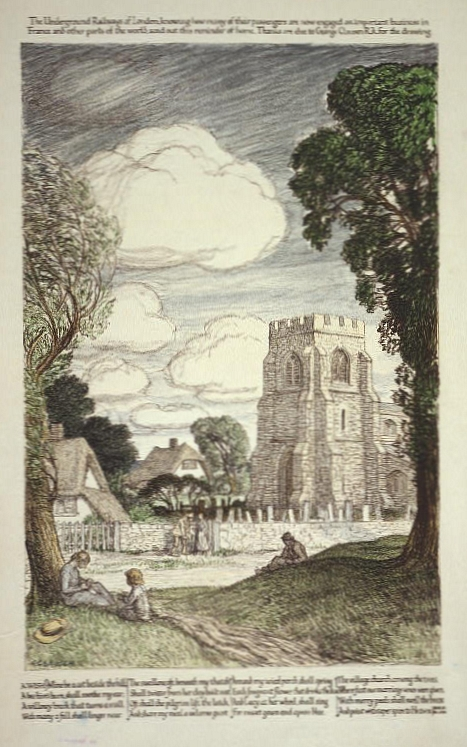
第一次世界大戦のポスターとして書かれたイギリスの風景(1915)